# David Ier de Brechin
Pour les articles homonymes, voir David de Brechin.
David Ier de Brechin (mort ap. 1308) est un chevalier écossais ayant combattu à la fois pour les Anglais et pour les Écossais au cours des guerres d'indépendance de l'Écosse.

## Biographie
David Ier de Brechin est le fils de William de Brechin et d'Elena Comyn, une des filles d'Alexandre Comyn, 6e comte de Buchan. Son père est le fils d'Henry, un des fils illégitimes du comte David de Huntingdon. David de Brechin est ainsi un lointain descendant du roi d'Écosse David Ier. Son père meurt avant sa majorité puisque David est cité en 1292 comme une pupille d'un certain John de Callendar.
Au cours des guerres d'indépendance de l'Écosse, David de Brechin rallie immédiatement l'envahisseur anglais. Il est ainsi présent à la bataille de Dunbar en avril 1296, où l'armée anglaise commandée par le comte de Surrey écrase la résistance écossaise et permet provisoirement au roi d'Angleterre Édouard Ier de contrôler l'Écosse. En remerciement pour ses services rendus aux Anglais, David Ier reçoit des terres auparavant détenues par Alan Durward. Il figure évidemment sur la liste des principaux pairs écossais qui se soumettent à Édouard Ier après la déposition du roi d'Écosse Jean Balliol en juillet 1296. Il accompagne l'année suivante le roi d'Angleterre lors de son expédition militaire avortée en Flandre.
Malgré cette apparente soumission, David de Brechin rallie son beau-frère Robert VII Bruce, John III Comyn et l'évêque William de Lamberton lorsque les trois sont proclamés gardiens du royaume en 1298 à la suite de l'insurrection de William Wallace contre le roi d'Angleterre. Par la suite, David de Brechin retourne dans le Galloway avec le régent Robert Bruce. Il participe aux différents raids visant à repousser les armées anglaises. Ainsi, le 8 septembre 1301, Brechin participe à un assaut sur le château de Lochmaben aux côtés des gardiens John de Soules et Ingram de Umfraville, au cours duquel il est blessé. Il poursuit la guérilla contre les Anglais dans le sud-ouest de l'Écosse. 
David se soumet une nouvelle fois au roi d'Angleterre lorsque le château de Stirling, dernier vestige de la résistance écossaise, capitule en juillet 1304. Il accompagne les Anglais lors de leurs nouvelles campagnes militaires en Écosse, même après que Robert Bruce ait été proclamé roi d'Écosse par ses partisans en mars 1306. En juin de la même année, il capture peu après la bataille de Methven Simon Fraser, un des compagnons de William Wallace, qui est ensuite emmené en Angleterre où il est exécuté. Brechin combat une seconde fois contre Bruce lors de la bataille d'Inverurie en mai 1308. Il se retire précipitamment après la bataille dans son château de Brechin où il est peu après assiégé par le comte d'Atholl et contraint de faire la paix avec Bruce. On ignore par la suite ce qu'il advient de lui.

## Mariage et descendance
Il épouse à une date inconnue une des filles de Robert VI Bruce, comte de Carrick. On ignore son nom mais le mariage produit au moins trois enfants :
- David II de Brechin (mort en 1320), exécuté pour avoir comploté la déposition de Robert Bruce ;
- Thomas de Brechin ;
- Margaret de Brechin, épouse David de Barclay.